# Konwój HX-84
HX-84 – konwój transatlantycki składający się z 38 statków handlowych, płynący pod koniec 1940 roku na wschód z Halifaxu w Kanadzie do Liverpoolu w Anglii. Stosowanie konwojów było normalną taktyką w czasie trwania bitwy o Atlantyk (1939-1945) podczas II wojny światowej dla obrony przed atakami U-Bootów i niemieckich rajderów.
Trzydzieści osiem statków osłanianych przez krążownik pomocniczy AMC HMS „Jervis Bay” opuściło port Halifax w Nowej Szkocji 28 października 1940 roku. Na wodach przybrzeżnych statkom towarzyszyły dwa kanadyjskie niszczyciele, ale po wyjściu konwoju na otwarty Atlantyk zawróciły.
5 listopada konwój został odkryty przez niemiecki „pancernik kieszonkowy” „Admiral Scheer”, który natychmiast zaatakował. Komandor Edward S.F. Fegen, dowódca „Jervis Bay”, odpowiedział zdecydowanym atakiem, choć jego okręt nie miał szans w boju z tak silnym napastnikiem, chcąc opóźnić akcję rajdera i pozwolić statkom konwoju na ucieczkę. „Jervis Bay” został po około 20 minutach nierównej walki zatopiony pociągając ze sobą na dno 190 członków załogi, za co Fegen otrzymał pośmiertnie Krzyż Wiktorii. Jego poświęcenie dało konwojowi czas na rozproszenie się i ucieczkę wszystkich − prócz sześciu o łącznym tonażu 38 720 BRT − statków.
Frachtowce SS „Maidan”, MS „Trewellard”, SS „Kenbane Head”, SS „Beaverford” i SS „Fresno City” zostały zatopione, a trzy, w tym zbiornikowiec MV „San Demetrio”, uszkodzone, ale czas, jaki w zapadających ciemnościach „Admial Scheer” poświęcił na zatopienie swych sześciu ofiar, pozwolił uciec reszcie statków. „San Demetrio” został opuszczony przez załogę, ale dwa dni później jej część zobaczyła ze swej łodzi ratunkowej wciąż płonący, ale utrzymujący się na wodzie statek. Marynarze wspięli się na pokład, ugasili pożar, uruchomili silnik i doprowadzili zbiornikowiec z ładunkiem do portu. Incydent ten posłużył w roku 1943 za kanwę scenariusza filmu „San Demetrio London”.
Atak niemieckiego okrętu na konwój HX-84 był jego jedyną akcją w roku 1940, bo poinformowany, że Royal Navy zaczyna gromadzić swe okręty z zamiarem rozpoczęcia obławy, zawrócił pospiesznie do bazy.

## Jednostki konwoju[5]
| Nazwa                        | Bandera             | Typ                  | Tonaż (BRT) | Uwagi                                                                          |
| ---------------------------- | ------------------- | -------------------- | ----------- | ------------------------------------------------------------------------------ |
| SS Andalusian (1918)         | Wielka Brytania     | masowiec             | 3082        |                                                                                |
| SS Anna Bulgaris (1912)      | Grecja              | tankowiec            | 4603        |                                                                                |
| SS Athelempress (1930)       | Wielka Brytania     | tankowiec            | 8941        | Dołączył z konwojem BHX-84                                                     |
| SS Atheltemplar (1930)       | Wielka Brytania     | tankowiec            | 8992        | Dołączył z konwojem BHX-84                                                     |
| SS Beaverford (1928)         | Wielka Brytania     | tankowiec            | 10 042      | Zatopiony przez „Admiral Scheer”                                               |
| SS Briarwood (1930)          | Wielka Brytania     | masowiec             | 4019        |                                                                                |
| SS Castilian (1919)          | Wielka Brytania     | masowiec             | 3067        |                                                                                |
| SS Cetus (1920)              | Norwegia            | drobnicowiec         | 2614        |                                                                                |
| HMCS Columbia (I49)          | Royal Canadian Navy | niszczyciel          |             | W eskorcie 28-29 października                                                  |
| SS Cordelia (1932)           | Wielka Brytania     | masowiec             | 8190        | Dołączył z konwojem BHX-84; zawrócił po rozproszeniu do Halifaxu               |
| SS Cornish City (1936)       | Wielka Brytania     | masowiec             | 4952        |                                                                                |
| SS Dan-Y-Bryn (1940)         | Wielka Brytania     | masowiec             | 5117        |                                                                                |
| SS Danae Ii (1936)           | Wielka Brytania     | drobnicowiec         | 2660        |                                                                                |
| SS Delhi (1925)              | Szwecja             | masowiec             | 4561        | Dołączył z konwojem BHX-84                                                     |
| MS Delphinula (1939)         | Wielka Brytania     | masowiec             | 8120        |                                                                                |
| SS Emile Francqui (1929)     | Belgia              | masowiec             | 5859        |                                                                                |
| SS Empire Penguin (1919)     | Wielka Brytania     | masowiec             | 6399        |                                                                                |
| MS Erodona (1937)            | Wielka Brytania     | masowiec             | 6207        |                                                                                |
| SS Fresno City (1929)        | Wielka Brytania     | masowiec             | 4955        | Zatopiony przez „Admiral Scheer”                                               |
| SS Hjalmar Wessel (1935)     | Norwegia            | drobnicowiec         | 1742        |                                                                                |
| MS James J Maguire (1939)    | Wielka Brytania     | tankowiec            | 10 525      |                                                                                |
| HMS Jervis Bay               | Royal Navy          | krążownik pomocniczy |             | W eskorcie od 28 października do 5 listopada, zatopiony przez „Admiral Scheer” |
| SS Kenbane Head (1919)       | Wielka Brytania     | drobnicowiec         | 5225        | Zatopiony przez „Admiral Scheer”                                               |
| MS Lancaster Castle (1937)   | Wielka Brytania     | drobnicowiec         | 5172        |                                                                                |
| SS Maidan (1925)             | Wielka Brytania     | masowiec             | 7908        | Zatopiony przez „Admiral Scheer”                                               |
| MS Morska Wola (1924)        | Polska              | drobnicowiec         | 3376        |                                                                                |
| SS Oilreliance (1929)        | Wielka Brytania     | tankowiec            | 5666        | Dołączył z konwojem BHX-84                                                     |
| SS Pacific Enterprise (1927) | Wielka Brytania     | masowiec             | 6736        | Dołączył z konwojem BHX-84                                                     |
| SS Persier (1918)            | Belgia              | drobnicowiec         | 5382        |                                                                                |
| SS Puck (1935)               | Polska              | drobnicowiec         | 1055        | Najmniejszy statek konwoju                                                     |
| SS Rangitiki (1929)          | Wielka Brytania     | zbiornikowiec        | 16 698      |                                                                                |
| SS Saint Gobain (1936)       | Szwecja             | masowiec             | 9959        | Dołączył z konwojem BHX-84                                                     |
| MV San Demetrio (1938)       | Wielka Brytania     | zbiornikowiec        | 8073        |                                                                                |
| MS Solfonn (1939)            | Norwegia            | zbiornikowiec        | 9925        | Dołączył z konwojem BHX-84                                                     |
| MS Sovac (1938)              | Wielka Brytania     | handlowy             | 6724        |                                                                                |
| HMCS St Francis              | Royal Canadian Navy | niszczyciel          |             | W eskorcie 28-29 października                                                  |
| SS Stureholm (1919)          | Szwecja             | drobnicowiec         | 4575        | Po rozproszeniu zawrócił do Halifaxu                                           |
| SS Trefusis (1918)           | Wielka Brytania     | masowiec             | 5299        |                                                                                |
| MS Trewellard (1936)         | Wielka Brytania     | masowiec             | 5201        | Zatopiony przez „Admiral Scheer”                                               |
| SS Varoy (1892)              | Norwegia            | drobnicowiec         | 1531        |                                                                                |
| MS Vingaland (1935)          | Szwecja             | drobnicowiec         | 2734        | Po rozproszeniu zatopiony przez samoloty Luftwaffe na zachód od Irlandii       |